# (4332) Milton
(4332) Milton es un asteroide perteneciente al cinturón de asteroides, descubierto el 5 de septiembre de 1983 por Carolyn Shoemaker desde el Observatorio del Monte Palomar, Estados Unidos.

## Designación y nombre
Designado provisionalmente como 1983 RC. Fue nombrado Milton en honor al estadounidense especialista en ciencias planetarias Daniel J. Milton.

## Características orbitales
Milton está situado a una distancia media del Sol de 2,585 ua, pudiendo alejarse hasta 3,399 ua y acercarse hasta 1,770 ua. Su excentricidad es 0,315 y la inclinación orbital 19,16 grados. Emplea 1518 días en completar una órbita alrededor del Sol.

## Características físicas
La magnitud absoluta de Milton es 12,8. Tiene 11,54 km de diámetro y su albedo se estima en 0,2306.